# هشت استان کره
هشت استان کره (도) در طی پادشاهی چوسون کشور کره (کشور) به هشت استان تقسیم می‌شده‌است. مرزهای هشت استان از سال ۱۴۱۳ تا ۱۸۹۵ حدود ۴۸۰ سال بدون تغییر باقی ماند و الگوی جغرافیایی ای را تشکیل داد که هنوز هم در تقسیمات اداری، گویش‌ها و تمایزهای منطقه‌ای شبه جزیره کره منعکس شده‌است. اسامی هر هشت استان امروز نیز به شکلی یا شکلی دیگر حفظ شده‌است. این هشت استان تاریخی کره شمالی و کره جنوبی را تشکیل می‌دهند و نباید با هشت استان فعلی کره جنوبی اشتباه گرفته شود.
1. Chungcheong
2. Gangwon (historical province)Gangwon
3. استان گیونگی-دو
4. استان جئونسانگنام
5. Jeolla
6. P'unghae (تغییر نام به استان هوانگهه در سال ۱۴۱۷)
7. P'yŏngan
8. Yŏnggil (تغییر نام به استان هامگیونگ در ۱۵۰۹)